# 夸克時期
夸克時期是物理宇宙學的早期宇宙演化的一段時期，這時基本作用力的重力、電磁力、強作用力和弱作用力已經分離成為現在的形式，但溫度仍然很高，不允許夸克結合在一起形成強子。夸克時期開始於大爆炸之後大約10-12秒，這時前面的電弱時期已經結束，電弱交互作用分離成為弱交互作用和電磁。在夸克時期，宇宙充滿了熱夸克-膠子電漿，包括夸克、輕子和它們的反物質。高能量粒子的相互碰撞可以形成介子和重子。夸克時期大約在宇宙為10-6秒時結束，這時粒子交互作用的平均能量已經低於強子的束縛能。接下來的時期，夸克被約束在強子的內部，這段期間就稱為強子時期。